# TWICE：抓住星光
《TWICE：抓住星光》（英語：TWICE: Seize the Light）是一部2020年由娜璉、定延、Momo、Sana、志效、Mina、多賢、彩瑛以及子瑜主演，Heejin Jeong和Jungho Li執導的韓語紀錄片，這部紀錄片講述了韓國女團TWICE在2019年首次成功舉行世界巡演“TWICELIGHTS”的經歷。
《TWICE：抓住星光》於2020年4月29日在全球YouTube Originals上映。

## 概要
這部全程紀錄片講述了TWICE在2019年的第一次世界巡迴演唱會“TWICELIGHTS”中所經歷的挑戰，包括他們在後台所面臨的壓力，以及通過相互信任和依賴克服這些困難的過程。此外，影片還探討了Twice作為練習生的旅程，一直到他們開始他們的第一次世界巡演。

## 主演名單
在正片發布之前會發布以"ALL ABOUT (成員名稱)"為主題的預告，但朴軫永並沒有在這系列的預告中。
| 成員 | 發布日期 |
| ---- | -------- |
| 娜璉 | 4月19日  |
| 子瑜 | 4月20日  |
| Sana | 4月21日  |
| Mina | 4月22日  |
| 彩瑛 | 4月23日  |
| Momo | 4月24日  |
| 多賢 | 4月25日  |
| 定延 | 4月26日  |
| 志效 | 4月27日  |

## 列表
| 集數   | 名稱                                                  | 長度(分鐘) |
| ------ | ----------------------------------------------------- | ---------- |
| 1      | «First step towards our dream»                        | 15         |
| 2      | «Those fierce days, story of 9 trainees»              | 17         |
| 3      | «Us, who grew stronger from sweatdrops shed together» | 16         |
| 4      | «TWICE is TWICE»                                      | 17         |
| 5      | «Why we can't stop even when breathless»              | 14         |
| 6      | «Siren»                                               | 15         |
| 7      | «The light that never changes»                        | 15         |
| 8      | «May our light touch all»                             | 14         |
| 特別篇 | «Light, and together»                                 | 22         |

### 第一集：First step towards our dream
這集主要著重在TWICE首次進行美國巡演的準備與心情。成員們分享了他們對於在美國表演的期待與擔憂，並表達了想要吸引不是粉絲的觀眾的決心。這集同時展現了他們的新專輯《Feel Special》在全球的成功，特別是在美國iTunes排行榜上取得第一名的成就，以及在日本東京巨蛋的演唱會迅速售罄，顯示了TWICE在國際上的人氣。
除此之外，成員們還談到了各自加入TWICE之前的經歷，包括童年時期對唱歌和跳舞的熱愛，參加選秀節目的經驗，以及家庭的支持。他們描述了訓練期間的辛勞和犧牲，如放棄學校生活和與家人相聚的時光。
這集同時也展現了TWICE面對全球挑戰的決心和勇氣，儘管有時候無法以九人完整的陣容表演，他們依然對粉絲表達了感激之情，並向未能全體出席的粉絲道歉。總的來說，這一集不僅展現了TWICE作為一個國際知名女子團體的職業生涯，也深入揭示了她們作為個體的心路歷程和對未來的期望。

### 第二集：First step towards our dream
這集講述了TWICE成員作為練習生的艱辛歷程與成長故事。節目中，成員們分享了他們在成為練習生期間的經歷，包括訓練的艱難時刻、與其他練習生的互動，以及他們對未來的夢想和願景。
成員們描述了作為練習生的日常生活，從早到晚在公司練習，參加各種語言課程和音樂課程。她們討論了訓練期間的挑戰，例如面對長時間的舞蹈練習、歌唱訓練中的壓力，以及與其他練習生競爭。成員們也分享了自己的個人故事，例如初次參與音樂錄影帶拍攝的經驗，以及面對挫折和困難時的心路歷程。
此外，她們還提到了與團隊其他成員的關係，以及如何在訓練過程中逐漸建立起友誼和團隊合作精神。節目中不僅展示了她們作為練習生的努力和決心，也展現了她們對音樂和表演的熱愛，以及最終實現夢想成為TWICE成員的喜悅和成就感。

### 第三集：Those fierce days, story of 9 trainees
這一集主要圍繞著TWICE為即將到來的演唱會做準備的過程。節目展示了她們在公司接受的全面性訓練，涵蓋了歌唱、饒舌和舞蹈等多種音樂類型。這些訓練不僅增強了她們的專業技能，也讓她們學會了如何面對舞台上的挑戰。
在紀錄片中，成員們分享了他們如何在團隊中成長，並且如何透過彼此的支持和理解來克服個人和團隊面臨的挑戰。她們強調了以身作則的重要性，並感謝業界前輩為她們開闢了道路。
此外，也展現了TWICE作為一個多國籍團體的獨特性。成員們來自不同的文化背景，起初彼此之間的溝通和適應都有一定的挑戰。但隨著時間的推移，她們學會了如何理解和尊重彼此的差異，從而建立起更緊密的團隊關係。
情感支持在節目中也是一個重要的主題。成員們談到了在艱苦的工作和旅行日程中，彼此的支持和陪伴如何給予她們力量和動力。她們感激彼此的存在，認為如果沒有團隊的其他成員，她們無法取得如此的成就。
最後，成員們對彼此表示了深深的感激之情，認為是大家的共同努力和團隊合作讓她們能夠實現夢想。她們也對忠實的粉絲表達了感謝，認為粉絲的支持是她們成功的重要因素。整體而言，這一集展現了TWICE作為一個團隊的團結和成長，以及她們對音樂和粉絲的熱愛。

### 第四集：TWICE is TWICE
這一集深入探討了TWICE的成員們，特別是Sana的生活和心路歷程。紀錄片中，Sana坦誠地分享了她對於完美主義的追求，以及她直率性格所帶來的挑戰。其他成員也各自展現了他們獨特的個性、興趣和生活經驗。他們談及了如何處理壓力、彼此間的相處方式，以及對特定事物如貓、食物和手工藝品的喜愛。
每位成員都有她獨特的方式來應對名氣和公眾形象帶來的壓力，並誠實地表達了自己的恐懼和不安。這集紀錄片不僅揭露了她們在台前的光鮮亮麗，也展現了她們在台後的真實自我。無論是在舞台上表演，還是在生活中的點點滴滴，她們都被鼓勵保持真實，展現出最真實的自己。
整體而言，這集強調了TWICE成員們的真實性和多樣性。它展現了她們作為普通人與作為藝人的雙重身份，以及在追求夢想和面對現實挑戰中所展現的堅韌與脆弱。觀眾可以從中看到，當你愛上TWICE時，你愛的是她們真實的自我。

### 第五集：Us, who grew stronger from sweatdrops shed together
這一集深入探討了TWICE的努力和奮鬥。成員們分享了他們對於在全球舞台上展現才華的自豪感和決心。她們不斷地練習並評估自己的表現，展現出極高的工作倫理和對藝術的熱情。此外，她們為了每場音樂會能夠呈現獨特和充滿活力的表演，努力修改歌曲和編舞。但這樣的高強度工作也給她們帶來了身心上的壓力，尤其是在記憶復雜的舞蹈動作方面。
紀錄片還突顯了TWICE與粉絲之間的深厚連結。團體成員們認識到粉絲在她們成為全球知名偶像的過程中扮演的重要角色，並努力在演出中與觀眾共享獨特的體驗，加強藝術家與粉絲間的情感聯繫。
最後，紀錄片展示了TWICE在國際上取得的成就，尤其是她們的世界巡迴演唱會。從首爾開始，接著前往曼谷、馬尼拉，以及其他幾個國際城市，她們的行程顯示了她們的全球吸引力和國際認可度。整體而言，這一集的紀錄片不僅呈現了TWICE作為藝術家的辛勤工作，還展現了她們與粉絲之間的特殊關係以及在國際舞台上取得的成功。

### 第六集：Siren
這一集深入探討了TWICE成員在全球巡演中的生活和情感體驗。隨著演唱會臨近，成員們在興奮與緊張之間搖擺，從化妝和換裝的繁忙準備到對未來表演的期望和擔憂。紀錄片中不僅展現了她們對音樂和表演的熱情，還揭示了舞台背後的辛勞和挑戰，例如定延因長針眼而遭受的困難，以及其他成員體力和情緒上的掙扎。
在這次的旅程中，TWICE成員們與全球粉絲的連結特別凸顯，她們感受到粉絲的支持並希望將這些珍貴時刻珍藏於心。此外，紀錄片還觸及她們作為藝術家的成長過程，包括自我懷疑的時刻和團隊間的相互扶持。
整體而言，這一集的紀錄片不僅呈現了TWICE在舞台上的光鮮亮麗，也展現了她們在追求夢想路上所經歷的種種挑戰，從而提供了一個更全面和深入的視角，讓觀眾能夠更好地理解這些年輕藝術家的生活和感受。

### 第七集：The light that never changes
這一集深入探討了TWICE在世界巡迴演唱會中面臨的挑戰。起初，九名成員共同準備演出，但在巡演途中，只有八人能夠上台，這讓團體感到不完整，也讓她們擔心粉絲的反應。成員們在個人和集體層面上經歷了許多困難，但她們選擇私下承受這些壓力，避免讓粉絲們擔心。
在這些挑戰中，團體成員之間的支持和團結成為了她們的力量來源。她們互相鼓勵，特別是在演唱會上面臨艱難時刻時，這種團結給予了她們前進的動力。成員們也對粉絲表達了深深的感激之情，特別是在缺少一名成員的情況下，粉絲們展現的耐心和支持讓她們非常感動。
最後，成員們回顧了這段旅程，認識到克服困難帶來的成長和學習。她們期待未來更多的機會，希望能夠繼續一起前行，從這些經歷中變得更加堅強。

### 第八集：May our light touch all
這一集深入探討了TWICE成員間的動力和支持。成員們分享了他們在相互理解和支持下如何克服困難，特別是在只有八人表演時與九人齊全時的不同感受。成員Mina因焦虑症暫時離隊後重新回歸，她的回歸對她自己和團體都有重大意義。團體中沒有特定的角色分配，每個成員都能發揮自己的作用，這被視為團體的一大優勢。成員們坦誠分享了他們的挑戰和堅韌不拔的精神，強調只要大家在一起，就能克服任何困難，享受當下。最後，他們對TWICE的未來發展充滿期待，希望團隊能夠在音樂和個人成長上都取得進步，並留下歷史印記。

### 特別篇：Light, and together
在這一集中，TWICE的成員們分享了對團體未來的看法與期望。她們表達了對於團體能否長期維持的不確定性，同時也提到了個人發展的可能性，包括單飛或涉足其他領域如演藝或藝術。成員們希望TWICE能夠被後代記住，甚至出現在教科書中，反映出她們希望留下的影響。
她們也談到了自己和粉絲群體的成長，表達了隨著粉絲一起老去的願望，希望未來的某一天，當粉絲成為父母時，能夠向子女回憶起TWICE的美好時光。關於新韓語專輯的準備和練習，成員們提到了他們在面對演唱會取消等外部環境變化時的挑戰和改變。
這一集還涵蓋了她們拍攝真人秀《Time to Twice》的幕後生活，包括一些脆弱的時刻、化妝選擇和個人日記中的反思。最後，成員們反思了作為TWICE一員的快樂時光，以及她們希望對粉絲和娛樂行業留下持久、積極的影響。她們強調了保持真實自我和尋找各自獨特特質的重要性。

## 製作
2019年8月，告示牌透露：YouTube和JYP娛樂已經合作並合作創建了YouTube紀錄片影集，而這是TWICE的第一部紀錄片；而在《TWICE：抓住星光》第1集發行前，志效另外宣布要發行她們的第9張迷你專輯MORE & MORE。

## 宣傳
2020年4月13日，官方預告片在TWICE官方YouTube頻道發布並宣布在他們的社交媒體賬號上首映他們的紀錄片影集。

## 迴響
《韓國先驅報》的 Yae-rim Kwon 對該影集進行了評論，他說他們喜歡這些劇集，但希望他們能更深入地了解這些劇集。；《柯夢波丹》的Nadie Esteban也對該系列發表了評論，稱這是“粉絲們以非常個人的方式與TWICE更親近的絕佳機會”。

## 外部連結
- YouTube上的TWICE: Seize the Light播放列表
- 互联网电影数据库（IMDb）上《TWICE：抓住星光》的资料（英文）